# Gorzknik kanadyjski
Gorzknik kanadyjski (Hydrastis canadensis L.) – gatunek rośliny z rodziny jaskrowatych (Ranunculaceae). Jedyny przedstawiciel monotypowego rodzaju gorzknik (Hydrastis L.). Pochodzi z Ameryki Północnej (Stany Zjednoczone, Kanada). Ze względu na duże zapotrzebowanie na kłącze stanowiące surowiec leczniczy roślina została w znacznym stopniu wyniszczona. W Polsce bywa spotykana w uprawie.

## Morfologia

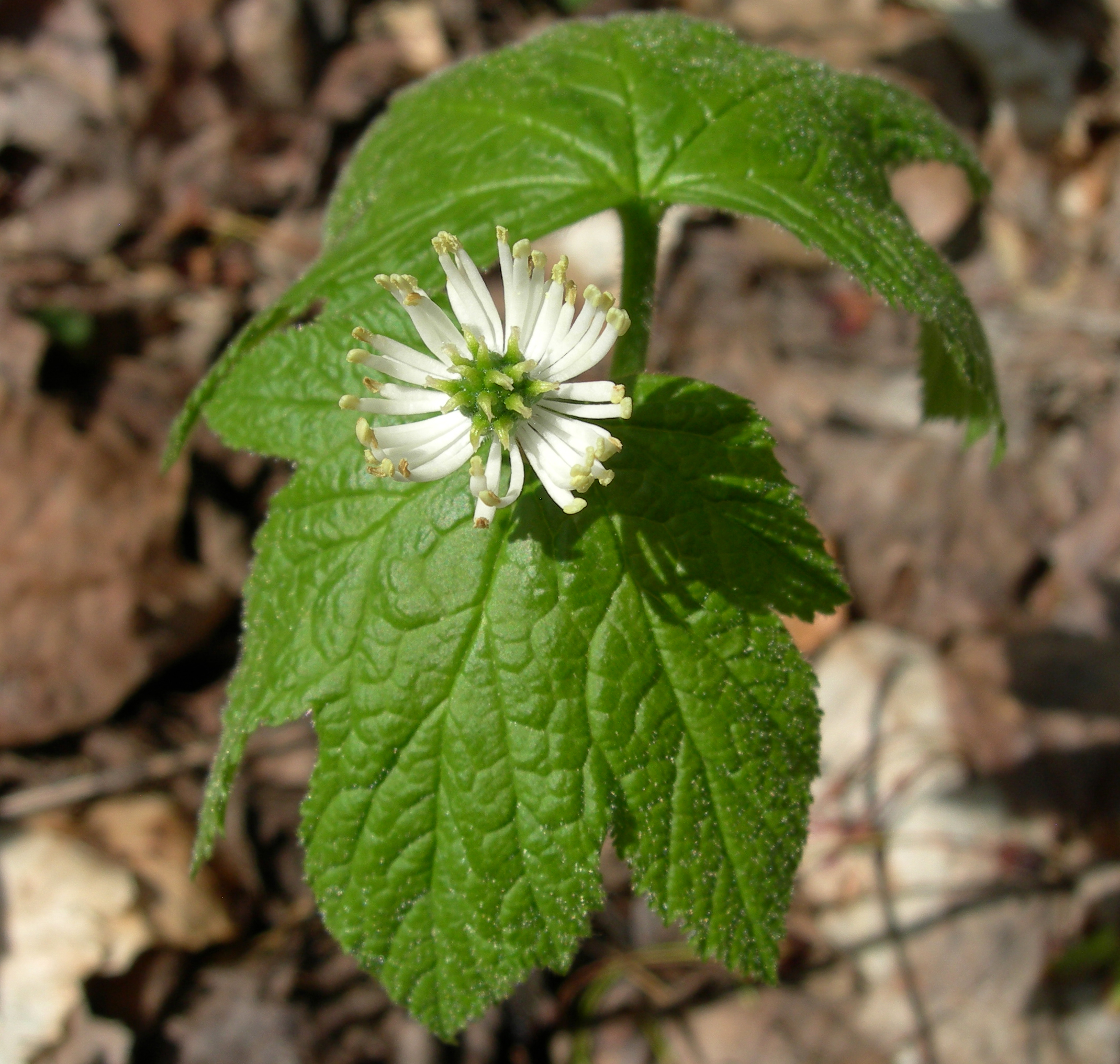
Kwiat

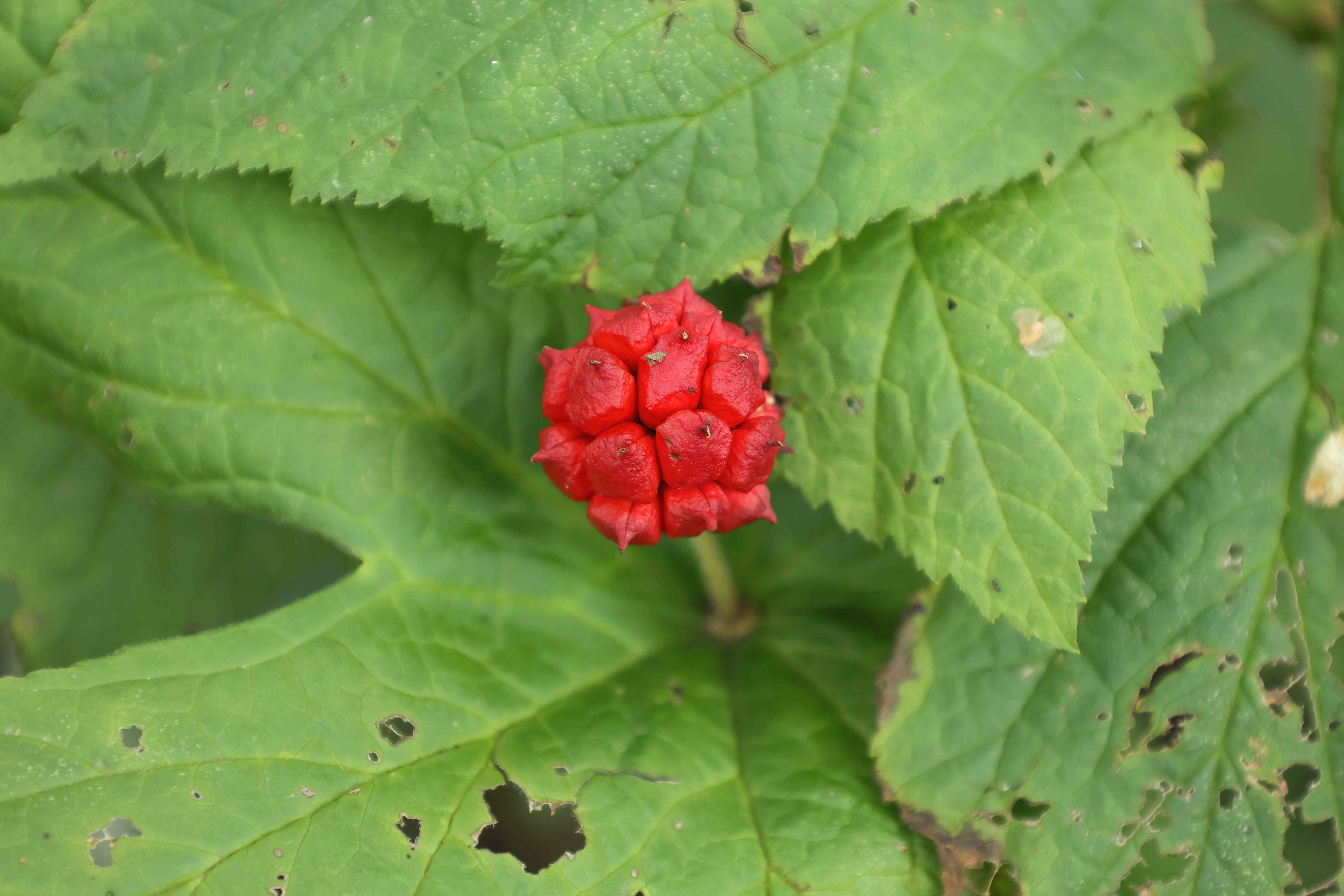
Owoc

PokrójBylina wysokości 20–30 cm o grubych kłączach.
Liście2 lub 3 dość duże, 3–5 dłoniastoklapowane (palczastodzielne), ząbkowane.
KwiatPojedynczy, w szczycie, zielonawy. Okwiat 3-działkowy, składający się z żółtawych lub zielonawych pręcików i słupków.
OwocNiewielkie, czerwone jagody, jedno lub dwunasienne, zebrane w zbity, główkowaty owoc zbiorowy, podobny do maliny.
KłączePowyginane i guzkowate o długości około 5 cm i grubości 5–10 mm. Powierzchnia jest żółtawa lub brunatnoszara, nieregularnie pomarszczona. Nasady łodyg i łuskowate liście znajdują się na powierzchni górnej. Przełam jest gładki, żywicowaty. Powierzchnia przekroju poprzecznego jest żółtawobrunatna i wykazuje obecność dość szerokiej kory i pierścień 12 do 20 odlegle ułożonych wiązek naczyniowych i duży, położony centralnie rdzeń.

## Systematyka
Roślina stanowi jedynego współczesnego przedstawiciela linii rozwojowej siostrzanej dla rodzaju glaucidium (Glaucidium), wraz z którym tworzy klad bazalny w obrębie rodziny jaskrowatych (Ranunculaceae). Ze względu na swą odrębność filogenetyczną roślina ta podnoszona jest do rangi podrodziny Hydrastidoideae Martynov lub nawet rodziny gorzknikowate (Hydrastidaceae Martynov), siostrzanej dla jaskrowatych (system Reveala z 1999).

## Zastosowanie

### Roślina lecznicza
Surowiec zielarskiKłącze gorzknika kanadyjskiego (Hydrastis rhizoma) – całe lub rozdrobnione, wysuszone kłącze i korzeń o zawartości minimum 2,5% hydrastyny oraz 3,0% berberyny.